# Champagne (Charente-Maritime)
Champagne é uma comuna francesa na região administrativa da Nova Aquitânia, no departamento de Charente-Maritime. Estende-se por uma área de 19,53 km². Em 2010 a comuna tinha 627 habitantes (densidade: 32,1 hab./km²).